# Kolbeinn Sigþórsson
Kolbeinn Sigþórsson (* 14. března 1990, Reykjavík) je islandský fotbalový útočník, který v současnosti působí v klubu FC Nantes. Je známý i přepisem svého jména jako Kolbeinn Sigthórsson. Je také islandským reprezentantem.

## Klubová kariéra
Na Islandu hrál za Víkingur Reykjavík a HK Kópavogur. V roce 2007 odešel do Nizozemska do týmu AZ Alkmaar. V létě 2011 přestoupil do AFC Ajax, s nímž vyhrál v sezonách 2011/12, 2012/13 a 2013/14 titul v Eredivisie a v roce 2013 rovněž Johan Cruijff Schaal (nizozemský Superpohár).
V červenci 2015 se stal hráčem francouzského prvoligového klubu FC Nantes.

## Reprezentační kariéra
Kolbeinn hrál za islandské reprezentační výběry U17, U19 a U21. S výběrem do 21 let se zúčastnil Mistrovství Evropy ve fotbale hráčů do 21 let 2011 v Dánsku, kde mladí Islanďané obsadili nepostupové třetí místo v základní skupině A. Kolbeinn vstřelil jeden gól v utkání proti domácímu Dánsku (výhra 3:1).
V A-mužstvu Islandu debutoval 21. března 2010 proti reprezentaci Faerských ostrovů (výhra Islandu 2:0). Zúčastnil se kvalifikace na Mistrovství světa ve fotbale 2014 v Brazílii, v níž se Island střetl v baráži s Chorvatskem a podlehl mu v dvojzápase 0:0 a 0:2.
Dvojice trenérů islandského národního týmu Lars Lagerbäck a Heimir Hallgrímsson jej zařadila do závěrečné 23členné nominace na EURO 2016 ve Francii, kam se Island probojoval z kvalifikační skupiny A (byl to zároveň premiérový postup Islandu na Mistrovství Evropy). Na evropském šampionátu se islandské mužstvo probojovalo až do čtvrtfinále, kde podlehlo Francii 2:5 a na turnaji skončilo.